# Rafael Merino (militar)
Tte. Coronel José Donato Rafael Merino Salazar (21 de octubre de 1872 - 18 de abril de 1911) fue un militar mexicano que participó en la Revolución mexicana.
Nació en Anenecuilco, del municipio de Villa de Ayala en Morelos; fue hijo de José Merino y primo de Emiliano Zapata.
Fue de los principales participantes en las reuniones entre Emiliano Zapata, Pablo Torres Burgos, Zacarías, Refugio Torres, Juan Sánchez, Cristóbal Gutiérrez y Próculo Capistrán para organizar la Junta Revolucionaria maderista y adherirse al Plan de San Luis. Por ello, el 10 de marzo de 1911 se levantó en armas.
Merino participó en el ataque a la estación del ferrocarril Cuautla-Puebla, y en abril concurrió en la toma de Izúcar de Matamoros, Puebla, de la que se apoderaron el 17 de abril de 1911; sufrió un contraataque en esa plaza realizado por las fuerzas que comandaba el general Aureliano Blanquet, resultando muerto el 18 de abril de 1911 junto con Viviano Cortés, siendo este el primer descalabro de las fuerzas en ese entonces maderistas en los estados del sur.